# Josef Köstlinger
Josef Köstlinger född 24 oktober 1946 i Braunau am Inn Österrike, österrikisk operasångare (tenor). Han är far till Maria Köstlinger.

## Filmografi (urval)
- 1975 - Trollflöjten